# Чубрина бањица
Чубрина бањица је  термоминерални извор чије воде избијају на десној обали Гинске реке. Понорске воде Старе планине и Влашке планине учествују и у храњењу овог термалног  извора чија се температура воде креће од 17 до 19 °C.
Овај извор као и већи број термалноминералних извора у Пиротској котлини (Пиротска бањица, Крупачка бањица  и Бањица у селу Власи) познати су као лечилишта још у давна античка времена, и данас  представљају велику компаративну предност и за развој туризма у Пиротској котлини.

## Географија

### Положај
Чубрина бањица се налази у средњем Понишављу и Пиротској котлини  у изворишту Градишког врела, на крајњем југоисточном ободу Пиротске котлине. Градишко врело и термоминерални извори бањице избијају под ниским кречњачким одсеком Тепошке крашке површи, на контакту баремских кречњака и језерских седимената.

### Карактеристике изворишта
Горњи извор, који је слабији  избија сифонски на висини од 410 меатара, из шљунковитопесковитог речног наноса, који покрива контакт између кречњачких стена и језерских седимената и раседа.
Издашност овог извора је око 2,5 l/sec.
Доњи извор, који је издашнији јесте термални извор, чија вода је загрејана на 19 °C. Он избија између Градишког врела и корита реке.
Издашност овог извора, мерена у октобру 1994. године, износила је око 12 l/sec.  